# Ragsdale (Indiana)
Ragsdale – jednostka osadnicza w Stanach Zjednoczonych, w stanie Indiana, w hrabstwie Knox.